# Алкифе
Алкифе (на испански: Alquife) е населено място и община в Испания. Намира се в провинция Гранада, в състава на автономната област Андалусия. Общината влиза в състава на района (комарка) Гуадикс. Заема площ от 12,19 km². Населението му е 733 души (по данни от 2013 г.). Разстоянието до административния център на провинцията е 23 km.
За покровители на града се смятат свети Ерменехилдо и света Барбара.